# Uniunea Jurnaliștilor din Moldova
Uniunea Jurnaliștilor din Moldova este una din organizațiile pofesionale ale lucrătorilor din mass-media din Moldova. 

## Istoric
Uniunea Jurnaliștilor din Moldova s-a infiintat in Octombrie 1957. Președintele organizației este, din 1997, jurnalistul Valeriu Saharneanu.